# Marvell (Arkansas)
Marvell est une ville située dans l’État américain de l'Arkansas, dans le comté de Phillips.

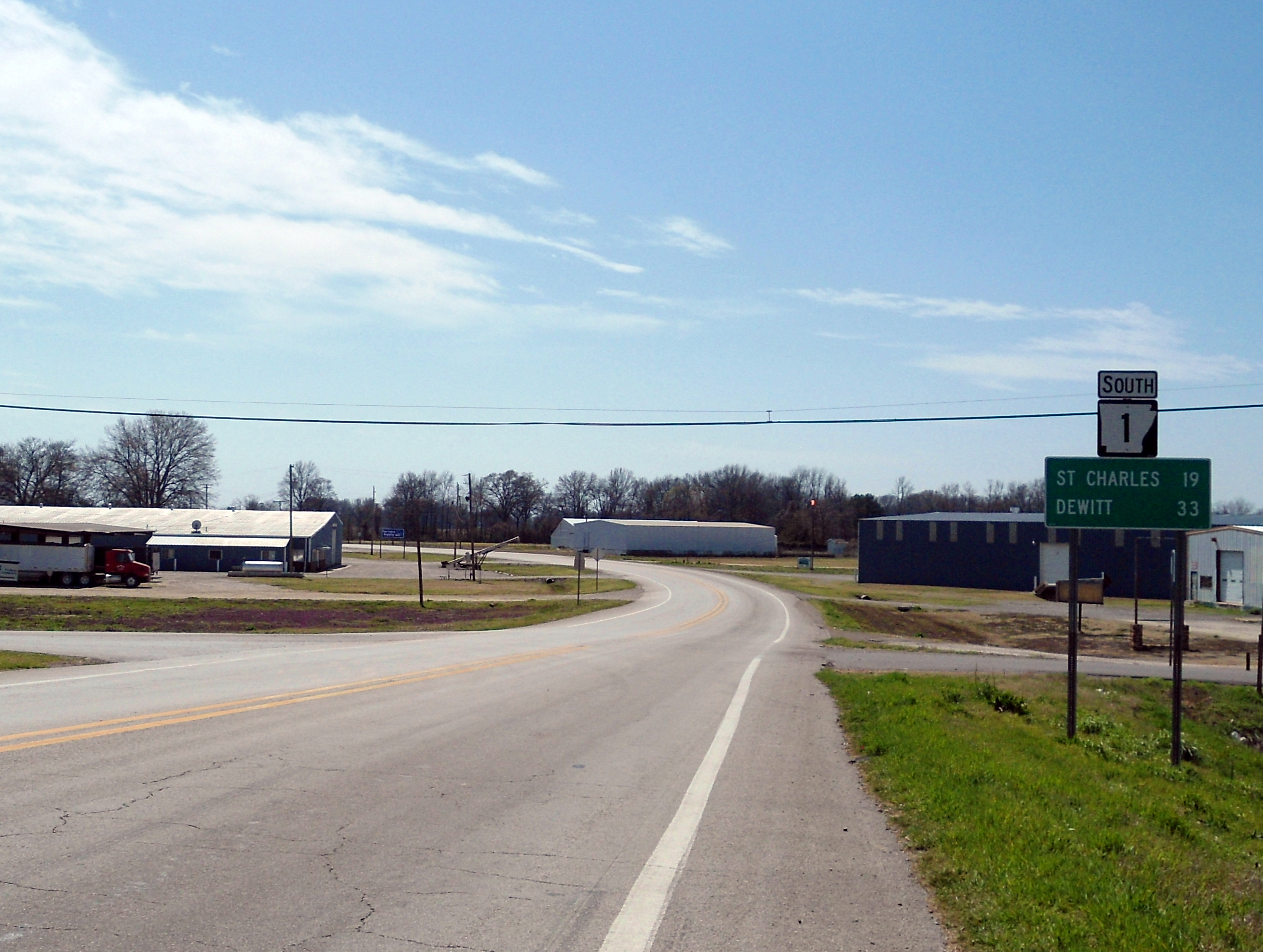
Arkansas Highway 1 à Marvell